# Scheer (Schiff, 1915)
Die 1915 als Kronenfels fertiggestellte Scheer der Hamburg-Amerikanische Packetfahrt-Actien-Gesellschaft (Hapag) wurde 1940 von den niederländischen Behörden in Batavia beschlagnahmt.
 Das nach der Fertigstellung für die Deutsche Dampfschifffahrts-Gesellschaft „Hansa“ (DDG „Hansa“) 1915 aufgelegte Schiff war mit seinen drei ebenfalls im Krieg fertiggestellten und dann aufgelegten Schwesterschiffen 1919 nach Großbritannien ausgeliefert worden.
1921 kaufte die Hugo Stinnes Schiffahrt das Schiff zurück und setzte es nach Ostasien ein. Durch die Fusionen 1926 kam die Scheer mit Stinnes und der DADG zur Hapag.
Als niederländische Mangkai wurde die Scheer/Kronenfels am 16. März 1941 in einem Geleitzug nach Nordamerika durch das deutsche Schlachtschiff Scharnhorst versenkt. Sie sank auf der Position 43°25' N / 43°05' W im Nordatlantik.

## Geschichte des Schiffes
Die vier Schiffe der Kronenfels-Klasse der DDG „Hansa“ waren bei Kriegsbeginn für den Einsatz nach Ostasien in Bau; sie waren mit über 8000 BRT vermessen und hatten eine Tragfähigkeit von über 12.000 tdw. Sie waren die größten Schiffe, die die DDG „Hansa“ bis dahin bestellt hatte.
Erstes Schiff mit über 10.000 tdw war die 1900 gelieferte zweite Drachenfels, 1912 folgten zwei weitere größere Schiffe mit der zweiten Goldenfels und der O.J.D. Ahlers, die für die Beteiligung am Ostasien-Frachtdienst gebaut wurden. Die normalen großen Frachter der Reederei hatten sich von 1896 (Neidenfels) bis 1914 (Greiffenfels) in der Größe zwischen 5384 und 5852 BRT und 8270 bis 8900 tdw bewegt. In fünf Baureihen wurden 35 Schiffe in etwa gleicher Größe in diesem Zeitraum für die Reederei neben kleineren Schiffen und Schiffen für andere Fahrtgebiete als Vorderindien gebaut.
Die Kronenfels wurde als einziger Ostasien-Frachter bei der Flensburger Schiffbau-Gesellschaft gebaut, die von 1888 bis 1914 mit 20 Schiffen der deutsche Hauptlieferant von Neubauten der DDG Hansa war. Diese Werft stellte im Krieg auch noch die kleinere Rudelsburg für die Reederei fertig. Die drei Schwesterschiffe der Kronenfels entstanden bei der AG Weser, die seit 1883 bis zum Kriegsbeginn elf Schiffe für die DDG Hansa gebaut hatte und vor den drei Ostasienfrachtern im Krieg noch die kleinere Sonnenfels fertigstellte.
Die Kronenfels war 145,67 m lang, 18,99 m breit und hatte einen Tiefgang von bis zu 8,45 m. Sie wurde mit 8135 BRT vermessen und hatte eine Tragfähigkeit von 12.110 tdw. Eine von der Bauwerft hergestellte 4-Zylinder-Vierfach-Expansionsmaschine von 3800 PSi wirke auf eine Schraube und gab dem Schiff eine Geschwindigkeit von bis zu 11 Knoten (kn). Das unter der BauNr. 342 gefertigte Schiff lief am 13. Oktober 1914 in Flensburg als erste Kronenfels der Reederei vom Stapel und wurde am 18. Mai 1915 an die Bremer Reederei ausgeliefert. Der Neubau wurde allerdings für die Kriegszeit aufgelegt.

### Einsatzgeschichte
Ende März 1919 wurde das bislang nicht eingesetzte Schiff nach Großbritannien ausgeliefert. Im November 1920 kaufte die Reederei McLelland & Co. das Schiff und benannte es St. Lawrence River. Allerdings erfolgte schon 1921 der Weiterverkauf des Schiffes an die AG Hugo Stinnes für Seeschiffahrt und Überseehandel in Hamburg, die das Schiff nach dem deutschen Flottenchef in der Skagerrakschlacht in Scheer umbenannte.
1926 gelangte die Scheer im Zuge der großen Fusionen mit einem großen Teil der Stinnes-Schiffe und der Flotte der Austral-Kosmos an die Hapag, die das Schiff weiterhin als Frachtschiff nach Ostasien einsetzte.

Ab Mai 1936 kam das von der Atlas-Reederei in Emden angekaufte Schwesterschiff Anglo-Colombian ex Schwarzenfels auch unter deutsche Flagge als Afrika; allerdings ging die Afrika schon am 21. Dezember 1936 auf einer Reise von Narvik nach Emden in einem schweren Sturm mit einer Ladung Eisenerz nahe Trondheim verloren. Die Besatzung konnte vom deutschen Dampfer Frielinghaus gerettet werden.
Nach Kriegsausbruch 1939 lief die Scheer den neutralen Hafen Makassar auf Celebes an. Als am 10. Mai 1940 die deutsche Wehrmacht die Niederlande überfiel, beschlagnahmten die niederländischen Behörden das aufliegende Schiff.

### Endschicksal
Die Kronenfels wurde von den Niederlanden in Mangkai umbenannt und dem Rotterdamsche Lloyd zur Bereederung übergeben. Vom 7. bis 28. Dezember 1940 lief die Mangkai im Geleitzug SL.58 von Freetown nach Liverpool.

Ab dem 6. März 1941 auf dem Weg von Glasgow nach Hampton Roads wurde die Mangkai am 16. Mai 1941 vom deutschen Schlachtschiff Scharnhorst etwa 450 Meilen vor Kap Race auf der Position 43° 25′ 0″ N, 43° 5′ 0″ W versenkt. Von der 45-köpfigen Besatzung wurden nur neun Mann von der Scharnhorst gerettet und gefangen genommen. Insgesamt versenkten die beiden deutschen Schlachtschiffe an diesem Tag 13 Schiffe aus dem aufgelösten Geleitzug OB 294 (ursprünglich 42 Schiffe), von denen die Mangkai das größte war. Drei Tanker wurden als Prisen nach Frankreich geschickt, von denen nur der norwegische Motortanker Polykarp (1931, 6405 BRT) das Ziel erreichte. Die beiden anderen wurden von britischen Kriegsschiffen gestellt; die Prisenbesatzungen konnten sie allerdings versenken. Die deutschen Schlachtschiffe Scharnhorst und Gneisenau hatten den aufgelösten Geleitzug mit Hilfe ihrer Trossschiffe Uckermark und Ermland entdeckt und zogen sich schließlich vor der anlaufenden Rodney zurück.

### Die Schiffe derKronenfels-Klasse
| Name              | Bauwerft             | BRT tdw     | Stapellauf in Dienst  | weiteres Schicksal |
| Kronenfels (1)    | Flensburg BauNr. 342 | 8135 12.110 | 13.10.1914 18.05.1915 | 1919 ausgeliefert, 1920 als St. Lawrence River an McLelland & Co, 1921 Rückkauf durch die Stinnes-Reederei, umbenannt in Scheer, 1926 zur Hapag, 1940 in Makassar beschlagnahmt, als niederländische Mangkai am 16. März 1941 in einem Geleitzug nach Nordamerika durch die Scharnhorst versenkt.               |
| Weissenfels (2)   | AG Weser BauNr. 206  | 8319 12.270 | 30.12.1914 28.05.1915 | 1919 ausgeliefert, 1920 als City of Auckland an Ellerman Lines, 1947 Karteria, 1950 Italien: Steva, Abbruch. |
| Schwarzenfels (2) | AG Weser BauNr. 207  | 8325 12.175 | 29.05.1915 23.10.1915 | 1919 ausgeliefert, 1921 als Anglo-Colombian an Nitrat Producers Steamship Co., Mai 1936 von Atlas-Reederei, Emden, angekauft: Afrika, 21. Dezember 1936 mit einer Ladung Eisenerz von Narvik nach Emden in einem schweren Sturm nahe Trondheim gesunken, Besatzung vom deutschen Dampfer Frielinghaus gerettet. |
| Falkenfels (1)    | AG Weser BauNr. 208  | 8322 12.100 | 10.07.1915 10.12.1915 | 1919 ausgeliefert, 1921 als Tredenham an Hain Steamship Co., 1924: Pareora der Federal Steam Navigation, einige Unfälle, ab 1930 meist aufliegend, 1934 Abbruch in Japan |